# Doupov (zámek)
Doupov je zaniklý zámek, který stál ve stejnojmenném zbořeném městě v okrese Karlovy Vary. Nacházel se na levém břehu Liboce jihozápadně od náměstí.

## Historie
Předchůdcem zámku byl středověký hrad založený ve druhé polovině 13. století. První písemná zmínka o něm se nachází v predikátu Oldřicha z Doupova a pochází z roku 1295. Rod Doupovců zde sídlil až do 15. století. Konkrétní vlastníky panství však z historických pramenů obvykle nelze určit. V letech 1365–1367 hrad vlastnili bratři Kadolt a Beneš Doupovcové. V období 1402–1417 byl jeho majitelem Habart s dalšími příbuznými: s Vilémem (1402), Janem (1409) a Katoldem (1417). Během husitských válek bylo okolí Doupova vydrancováno vojsky druhé křížové výpravy. Řada vesnic zpustla a polovina z nich zůstávala opuštěná ještě po sto letech. Do vylidněného kraje se postupně stěhovali osadníci z Německa.
Později v 15. století Doupovce vystřídali Žďárští ze Žďáru. V době vlády krále Jiřího z Poděbrad hrad patřil Jetřichovi Žďárskému, který zde sídlil s manželkou Johanou z Vlastislavi. Po Jetřichově smrti (pravděpodobně v roce 1467) na hradě bydlela vdova Johana, která žila ještě roku 1489. Po ní panství přešlo na syny Jana a Žibřida, kteří si majetek rozdělili. Kromě dalšího příslušenství jeden z nich vlastnil hrad s polovinou městečka. Doupovské statky jim patřily ještě roku 1513, ale o šest let později už žil pouze Jan, který sice v přídomku používal „na Doupově“, ale žádný majetek mu tam už nepatřil.
Statek s polovinou města a hradem někdy po roce 1513 získal Bohuslav Strachota z Kralovic a druhý díl připadl Janu Mašťovskému z Kolovrat. Po Bohuslavově smrti jeho podíl zdědili nezletilé děti, jejichž poručníci statek roku 1523 prodali Janu Ješkovi ze Strojetic. V roce 1528 Ješkův statek získal Hugo z Leisneka, který roku 1546 přikoupil také statek Jana Mašťovského z Kolovrat a po bratrovi zdědil Tocov, Petrov a Kottershof. Doupovské panství tak opět spojil do jednoho celku.
Hugo z Leisneka zemřel v roce 1537 a Doupov odkázal své třetí dceři Brigitě provdané za Albína Šlika. Manželé museli kvůli sporu s panovníkem odejít ze země, a správy panství se proto v roce 1566 ujal jejich syn Kryštof a po něm roku 1609 jeho syn Jan Albín Šlik. Jan Albín patřil mezi direktory stavovského povstání, po jehož potlačení byl roku 1621 odsouzen ke ztrátě majetku. Šlikové ve druhé polovině 16. století přestavěli starý hrad v renesančním slohu.
Zkonfiskovaný statek roku 1622 koupil císařský velitel Vilém Verdugo. Byl však zraněn, a majetek za něj převzal Baltazar de Cicognia. Během třicetileté války znovu došlo ke zpustošení kraje, a některé vesnice zanikly. Verdugové navíc neuznali stará práva poddaných. Vilém Verdugo zemřel roku 1629 a panství po něm zdědili bratři Jan a František. Po rozdělení rodinného majetku Doupov připadl Františku Verdugovi, který na zámku sídlil do roku 1651. Když zemřel, byl jeho syn Ferdinand Jan Verdugo ještě nezletilý. Později se ujal správy panství a v roce 1656 se oženil Maxmiliánou Libštejnskou z Kolovrat. Zemřel roku 1672 a poručnicí nezletilého syna Františka Julia Verduga se stala jeho matka. Zadluženému Františku Juliovi Doupov patřil až do roku 1705, kdy se jej zmocnili věřitelé. Podle Zdeny Binterové však panství postoupil hraběti Gottfiredovi z Lützau už v roce 1698.
V letech 1723–1725 proběhla barokní přestavba zámku. Roku 1780 Doupov získal kníže František de Paula Gundakar z Colloreda-Mannsfeldu, jehož syn Rudolf panství na čas vyměnil s Hohenlohe-Bartesteiny, ale později se Colloredům vrátilo a ti jej vlastnili do roku 1842, kdy se majitelkou stala hraběnka Gabriela Ditrichštejnová. V roce 1845 panství přešlo do majetku Eugena Černína z Chudenic, za něhož došlo ke zrušení poddanství. Černínům v Doupově zůstal velkostatek, který roku 1858 koupili Zedtwitzové, jimž patřil až do konce druhé světové války. Po roce 1850 v zámku, do postavení vlastní budovy, fungoval okresní soud. Nacházel se v něm i byt soudce a v přízemí byly umístěny vězeňské cely.
Kurt Zedtwitz (1822–1908) během krátké doby přeměnil ztrátové hospodaření v prosperující podnik, jehož příjmy byly založené především na prodeji osiva ovsa a brambor a zpracování dřeva z okolních lesů. Jeho syn Kurt velkostatek spravoval do roku 1933. Za něj proběhla pozemková reforma, v jejímž důsledku rodina přišla o Jalový dvůr a Dunkelsberg. Posledním správcem z rodu se stal Kurtův stejnojmenný synovec. Jemu byl velkostatek v roce 1945 znárodněn a on sám na něm až do září roku 1946 pracoval jako lesník.
Před zrušením patrimoniální správy k panství Doupov kromě města patřily vesnice: Jírov, Petrov, Prachomety, Řednice, Tocov, Trmová, Víska, Zakšov a části Olešky a Kozlova.

## Stavební podoba
Podoba původního hradu je nejasná, ale ve zdech čtyřkřídlého zámku s nepravidelným půdorysem bylo zachováno zdivo staršího gotického hradu. Hradní palác stál pravděpodobně v místech západního křídla. Zámek obíhal příkop, který byl na severovýchodě vodní. Později byl příkop ze strany města zasypán.

## Přístup
Drobné pozůstatky zámku se nachází uvnitř vojenského prostoru, který není veřejnosti přístupný.